# Здание штаба гарнизона (Туркестан)
Здание штаба гарнизона (каз. Гарнизон штабының ғимараты) — памятник архитектуры конца XIX века в городе Туркестане. Памятник истории и культуры Казахстана республиканского значения. Штаб гарнизона и стоящее рядом здание казармы — единственные сохранившиеся здания от комплекса сооружений Туркестанского гарнизона.

## Архитектура
Штаб гарнизона был построен по типовому проекту и представляет из себя типичное здание «кирпичного стиля». Стены возведены из кирпича, неоштукатуренные. Фундамент каменный, перекрытия деревянные балочные, кровля железная. Здание одноэтажное, прямоугольное в плане.
Тектоника фасадов образована ритмом лопаток на конструктивных швах; по горизонтали с помощью фигурной кирпичной кладки выполнены подоконные заглубленные филёнки, карниз и пояс сухариков венчающей части. В той же технике выполнены завершающие окно лучковая перемычка с замковым камнем в виде консоли и узкая прямоугольная филёнка, обрамляющая пояс поребриков. Торец здания акцентирован балюстрадой, украшенной на осях небольшими башенками, квадратными в сечении. Окна — большие прямоугольные.